# سوء الفهم
سوء الفهم أو سوء التفاهم (بالإنجليزية: Misunderstanding)‏ هو عدم قدرة فردٌ أو جماعةً على تقدير الدوافع أو الأسباب التي تدعو فردٌ أو جماعةً أخرى على إتيان سلوكٍ معينٍ في وقتٍ معينٍ ونتيجةً لذلك الفهم الخاطئ تكون ردة الفعل على هذا السلوك في إتجاهٍ خاطئٍ لم يتخيَّله الطرف الأخر. و تتسم ردود الأفعال الناتجة عن سوء الفهم بالتسرع في إتخاذ الأحكام أو العنف أو التفوه بعباراتٍ غاضبةً، وقد قال أحد الأدباء ذات مرة أن الحياة عبارةٌ عن سلسلةٍ من سوء الفهم المتبادل، و تميل الشخصية المتشككة المتشائمة إلى افتراض سوء النية فيمن يتعامل معها، خاصةً في حال تعرضها إلى مواقف سلبيةً أو محرجةً، ولا تؤثر قوة أو ضعف الشخصية في ذلك أو اختلاف الجنس البشري.

## سوء التفاهم بين الرجال والنساء
إذا كان الرجل يميل إلى استخدام العنف والإيذاء البدني في ردات فعله خصوصاً تجاه المرأة وهو أمرٍ شائعٍ في جميع الثقافات أو قد يلجأ الرجل الشرقي خصوصاً إلى إتهام المرأة في شرفها وفي بعض الحالات إلى إتهامها بالبرود الجنسي أو نقيضه مما قد يراه هو بمنظارٍ ذكوريٍ شرقيٍ عيباً أخلاقياً، فإن المرأة تلجأ للدفاع عن نفسها غالباً بتوجيه الإهانات اللفظية إلى الرجل بما في ذلك التشكيك في رجولته أو إتهامه بالضعف في الشخصية وسهولة الانقياد إلى من هو أدنى منه.